# Cúp AFC 2022
Cúp AFC 2022 (tiếng Anh: AFC Cup 2022) là mùa giải thứ 19 của Cúp AFC, giải đấu cấp câu lạc bộ hạng hai châu Á tổ chức bởi Liên đoàn bóng đá châu Á (AFC). Đội vô địch giải đấu sẽ lọt vào vòng loại AFC Champions League 2023–24 nếu họ không đủ điều kiện thông qua vị trí ở giải quốc nội.
Đương kim vô địch Al-Muharraq của Bahrain đã không thể bảo vệ chức vô địch do không được cấp phép tham dự các giải đấu cấp câu lạc bộ của AFC. Al-Seeb của Oman đã giành được danh hiệu châu lục đầu tiên.

## Phân bổ số lượng của các hiệp hội
47 hiệp hội thành viên AFC được xếp hạng dựa vào thành tích của các câu lạc bộ trong vòng bốn năm  tại các giải đấu của AFC (thành tích tại Bảng xếp hạng FIFA không được tính). Các suất tham dự được phân bố dựa theo các tiêu chí sau:
- Các hiệp hội được chia thành năm khu vực (Điều khoản 5.1):
  - Tây Á bao gồm 12 hiệp hội từ Liên đoàn bóng đá Tây Á (WAFF).
  - Nam Á bao gồm 7 hiệp hội từ Liên đoàn bóng đá Nam Á (SAFF).
  - Trung Á bao gồm 6 hiệp hội từ Hiệp hội bóng đá Trung Á (CAFA).
  - Đông Nam Á bao gồm 12 hiệp hội từ Liên đoàn bóng đá Đông Nam Á (AFF).
  - Đông Á bao gồm 10 hiệp hội từ Liên đoàn bóng đá Đông Á (EAFF).
  - AFC có thể chuyển một hoặc nhiều hiệp hội sang khu vực khác nếu cần thiết.
- Ngoại trừ năm hiệp hội có suất dự AFC Champions League có thứ hạng cao nhất, các hiệp hội còn lại đều đủ điều kiện tham dự AFC Cup.
- Các đội từ các hiệp hội xếp hạng 6, 11 và 12 nếu bị loại khỏi vòng loại AFC Champions League sẽ tham dự vòng bảng AFC Cup (Điều khoản 3.2). Các quy tắc sau được áp dụng: 
  - Các hiệp hội xếp hạng 6 ở cả hai khu vực Tây Á và Đông Á được một suất vào vòng bảng AFC Cup mà không lấy suất của bất kỳ hiệp hội nào khác và không có thứ hạng tại bảng xếp hạng AFC Cup (Điều khoản 5.3).[4]
  - Nếu họ tham dự vòng bảng AFC Champions League, suất dự AFC Cup của họ sẽ được thay thế bởi một đội cùng hiệp hội xếp sau nếu đội thay thế cũng đủ điều kiện (Điều khoản 5.12).
  - Các quy tắc trên không áp dụng với đội vô địch AFC Champions League và AFC Cup lọt vào vòng loại AFC Champions League mà không đủ điều kiện tham dự thông qua vị trí tại giải quốc nội.
- Khu vực Tây Á và ASEAN có ba bảng ở vòng bảng, bao gồm 9 suất vào thẳng, với 3 suất còn lại được xác định bởi vòng loại (Điều khoản 5.2). Các suất tham dự của mỗi khu vực được phân bố như sau:
  - Các hiệp hội xếp hạng 1-3 có hai suất vào vòng bảng.
  - Các hiệp hội xếp hạng 4-6 có một suất vào vòng bảng và một suất vào vòng loại.
  - Các hiệp hội xếp hạng từ 7 trở đi có một suất vào vòng loại.
  - Khu vực có hiệp hội xếp hạng 6 tại bảng xếp hạng AFC Champions League, có một suất vào vòng bảng AFC Cup, sẽ có 10 suất vào thẳng, với 2 suất còn lại được xác định bởi vòng loại.
- Khu vực Nam Á, Trung Á và Đông Á mỗi khu vực có một bảng, bao gồm 3 suất vào thẳng, với suất còn lại được xác định bởi vòng loại (Điều khoản 5.2). Các suất tham dự của mỗi khu vực được phân bố như sau:[5]
  - Các hiệp hội xếp hạng 1-3 có một suất vào vòng bảng và một suất vào vòng loại.
  - Các hiệp hội xếp hạng từ 4 trở đi có một suất vào vòng loại.
  - Khu vực có hiệp hội xếp hạng 6 tại bảng xếp hạng AFC Champions League, có một suất vào vòng bảng AFC Cup, sẽ có 4 suất vào thẳng, và để đảm bảo cơ hội bình đẳng trong mỗi khu vực, khu vực đó sẽ có thêm một bảng đấu, với 4 suất còn lại được xác định bởi vòng loại (Điều khoản 5.4.1).
  - Nếu một khu vực có ít nhất 7 suất vào vòng loại, để đảm bảo cơ hội bình đẳng trong mỗi khu vực, khu vực đó sẽ có thêm một bảng đấu, với 5 suất còn lại được xác định bởi vòng loại (Điều khoản 5.4.2).
- Nếu một hiệp hội có suất vào thẳng không đáp ứng bất kỳ tiêu chí nào của AFC Cup, các suất vào thẳng của họ được chuyển thành suất vào vòng loại. Các suất vào thẳng được phân bố cho liên đoàn đủ điều kiện có thứ hạng cao nhất theo các tiêu chí sau (Điều khoản 5.7 và 5.8):
  - Với mỗi hiệp hội, số suất tham dự tối đa là 2 (Điều khoản 3.4 và 3.5).
  - Nếu một hiệp hội được phân bố thêm một suất vào vòng bảng, một suất vào vòng loại của họ sẽ bị hủy và không phân bố cho hiệp hội khác.
- Nếu một hiệp hội chỉ có suất vào vòng loại, kể cả những điều đã đề cập ở trên, không đáp ứng các tiêu chí tối thiểu của AFC, các suất vào vòng loại sẽ bị hủy và không phân bố cho hiệp hội khác (Điều khoản 5.10 và 5.11).
- Đối với mỗi hiệp hội, tổng số suất tối đa bằng một phần ba tổng số đội đủ điều kiện (ngoại trừ các đội nước ngoài) của giải quốc nội có thứ hạng cao nhất (Điều khoản 5.6). Nếu quy tắc này được áp dụng, các suất vào thẳng bị bỏ được phân phối lại theo các tiêu chí tương tự như đã đề cập ở trên, và các suất vào vòng loại của họ sẽ bị hủy và không phân bố cho hiệp hội khác (Điều khoản 9.10).
- Tất cả các đội tham dự phải được cấp phép dự AFC Champions League và AFC Cup, và ngoài những đội vô địch cúp quốc gia, kết thúc ở nửa trên của bảng xếp hạng giải vô địch quốc gia (Điều khoản 7.1 và 9.5). Nếu một hiệp hội không có đủ đội đáp ứng các tiêu chí trên, các suất vào thẳng bị bỏ được phân phối lại theo các tiêu chí tương tự như đã đề cập ở trên, và các suất vào vòng loại của họ sẽ bị hủy và không phân bố cho hiệp hội khác (Điều khoản 9.9).
- Nếu một đội được cấp phép từ chối tham dự, suất của họ, không kể vào vòng bảng hay vòng loại, sẽ bị hủy và không phân bố cho hiệp hội khác (Điều khoản 9.11).

### Bảng xếp hạng hiệp hội
Đối với AFC Cup 2022, các hiệp hội được phân bố suất tham dự dựa trên bảng xếp hạng hiệp hội của họ, được cập nhật vào ngày 29 tháng 11 năm 2019, trong đó có tính đến thành tích của họ tại AFC Champions League và AFC Cup trong giai đoạn từ 2016 đến 2019.
| Tham dự AFC Cup 2022 | Tham dự AFC Cup 2022 |
| -------------------- | -------------------- |
|                      | Tham dự              |
|                      | Không tham dự        |

| Xếp hạng  | Xếp hạng  | Thành viên Hiệp hội             | Điểm                            | Xuất dự   | Xuất dự  |
| Xếp hạng  | Xếp hạng  | Thành viên Hiệp hội             | Điểm                            | Vòng bảng | Play-off |
| Khu vực   | AFC       | Thành viên Hiệp hội             | Điểm                            | Vòng bảng | Play-off |
| --------- | --------- | ------------------------------- | ------------------------------- | --------- | -------- |
| 1         | 12        | Jordan[JOR]                     | 33.852                          | 0         | 0        |
| 2         | 21        | Liban                           | 24.746                          | 2         | 0        |
| 3         | 22        | Syria                           | 22.505                          | 2         | 0        |
| 4         | 24        | Bahrain                         | 17.749                          | 2         | 0        |
| 5         | 29        | Oman                            | 8.531                           | 2         | 0        |
| 6         | 30        | Palestine                       | 7.297                           | 2         | 0        |
| 7         | 34        | Kuwait[KUW]                     | 4.711                           | 2         | 0        |
| 8         | 42        | Yemen[AFC1]                     | 0.000                           | 0         | 0        |
| Tổng cộng | Tổng cộng | Các hiệp hội tham gia: tối đa 6 | Các hiệp hội tham gia: tối đa 6 | 12        | 0        |
| Tổng cộng | Tổng cộng | Các hiệp hội tham gia: tối đa 6 | Các hiệp hội tham gia: tối đa 6 | 12        |          |

| Xếp hạng  | Xếp hạng  | Hiệp hội Thành viên             | Điểm                            | Xuất dự   | Xuất dự  | Xuất dự |
| Xếp hạng  | Xếp hạng  | Hiệp hội Thành viên             | Điểm                            | Vòng bảng | Play-off |         |
| Khu vực   | AFC       | Hiệp hội Thành viên             | Điểm                            | Vòng bảng | Play-off |         |
| --------- | --------- | ------------------------------- | ------------------------------- | --------- | -------- | ------- |
| –         | 10        | Uzbekistan[UZB]                 | 45.562                          | 1         | 0        |         |
| 1         | 17        | Tajikistan                      | 28.361                          | 2         | 0        |         |
| 2         | 20        | Turkmenistan                    | 26.532                          | 2         | 0        |         |
| 3         | 33        | Kyrgyzstan                      | 5.466                           | 2         | 0        |         |
| 4         | 41        | Afghanistan[AFC1]               | 0.206                           | 0         | 0        |         |
| Tổng cộng | Tổng cộng | Các hiệp hội tham gia: tối đa 4 | Các hiệp hội tham gia: tối đa 4 | 7         | 0        |         |
| Tổng cộng | Tổng cộng | Các hiệp hội tham gia: tối đa 4 | Các hiệp hội tham gia: tối đa 4 | 7         |          |         |

| Xếp hạng  | Xếp hạng  | Thành viên Hiệp hội             | Điểm                            | Xuất dự   | Xuất dự       | Xuất dự            | Xuất dự            | Xuất dự  |
| Xếp hạng  | Xếp hạng  | Thành viên Hiệp hội             | Điểm                            | Vòng bảng | Play-off      | Play-off           | Play-off           | Play-off |
| Khu vực   | AFC       | Thành viên Hiệp hội             | Điểm                            | Vòng bảng | Vòng play-off | Vòng sơ loại thứ 2 | Vòng sơ loại thứ 1 |          |
| --------- | --------- | ------------------------------- | ------------------------------- | --------- | ------------- | ------------------ | ------------------ | -------- |
| 1         | 15        | Ấn Độ                           | 23.888                          | 1         | 0             | 1                  | 0                  |          |
| 2         | 25        | Bangladesh                      | 16.690                          | 1         | 0             | 1                  | 0                  |          |
| 3         | 26        | Maldives                        | 14.798                          | 1         | 0             | 0                  | 1                  |          |
| 4         | 36        | Nepal                           | 1.148                           | 0         | 0             | 0                  | 1                  |          |
| 5         | 37        | Sri Lanka                       | 0.774                           | 0         | 0             | 0                  | 1                  |          |
| 6         | 38        | Bhutan                          | 0.688                           | 0         | 0             | 0                  | 1                  |          |
| 7         | 42        | Pakistan[AFC1]                  | 0.000                           | 0         | 0             | 0                  | 0                  |          |
| Tổng cộng | Tổng cộng | Các hiệp hội tham gia: tối đa 6 | Các hiệp hội tham gia: tối đa 6 | 3         | 0             | 2                  | 4                  |          |
| Tổng cộng | Tổng cộng | Các hiệp hội tham gia: tối đa 6 | Các hiệp hội tham gia: tối đa 6 | 3         | 6             |                    |                    |          |
| Tổng cộng | Tổng cộng | Các hiệp hội tham gia: tối đa 6 | Các hiệp hội tham gia: tối đa 6 | 9         |               |                    |                    |          |

| Xếp hạng  | Xếp hạng  | Hiệp hội Thành viên             | Điểm                            | Xuất dự   | Xuất dự  | Xuất dự |
| Xếp hạng  | Xếp hạng  | Hiệp hội Thành viên             | Điểm                            | Vòng bảng | Play-off |         |
| Khu vực   | AFC       | Hiệp hội Thành viên             | Điểm                            | Vòng bảng | Play-off |         |
| --------- | --------- | ------------------------------- | ------------------------------- | --------- | -------- | ------- |
| –         | 13        | Philippines[PHI]                | 32.130                          | 1         | 0        |         |
| 1         | 16        | Việt Nam[VIE]                   | 28.571                          | 1         | 0        |         |
| 2         | 18        | Malaysia                        | 26.960                          | 2         | 0        |         |
| 3         | 19        | Singapore                       | 26.607                          | 2         | 0        |         |
| 4         | 27        | Myanmar[MYA]                    | 12.756                          | 0         | 0        |         |
| 5         | 28        | Indonesia                       | 12.550                          | 2         | 0        |         |
| 6         | 31        | Campuchia                       | 6.770                           | 2         | 0        |         |
| 7         | 35        | Lào                             | 2.241                           | 1         | 0        |         |
| 8         | 42        | Brunei[AFC2]                    | 0.000                           | 0         | 0        |         |
| 9         | 42        | Đông Timor[AFC2]                | 0.000                           | 0         | 0        |         |
| Tổng cộng | Tổng cộng | Các hiệp hội tham gia: tối đa 7 | Các hiệp hội tham gia: tối đa 7 | 11        | 0        |         |
| Tổng cộng | Tổng cộng | Các hiệp hội tham gia: tối đa 7 | Các hiệp hội tham gia: tối đa 7 | 11        |          |         |

| 1     | 14    | CHDCND Triều Tiên[AFC1]       | 30.100                        | 0 | 0 |
| 2     | 23    | Hồng Kông                     | 19.945                        | 1 | 1 |
| 3     | 32    | Ma Cao[MAC]                   | 5.489                         | 1 | 0 |
| 4     | 39    | Đài Bắc Trung Hoa             | 0.457                         | 1 | 0 |
| 5     | 40    | Mông Cổ                       | 0.274                         | 0 | 1 |
| 6     | 42    | Guam[AFC1]                    | 0.000                         | 0 | 0 |
| 7     | 42    | Quần đảo Bắc Mariana[AFC1]    | 0.000                         | 0 | 0 |
| Total | Total | Participating associations: 4 | Participating associations: 4 | 3 | 2 |
| Total | Total | Participating associations: 4 | Participating associations: 4 | 5 |   |

Ghi chú
1. ^  Cấp phép AFC (AFC1): Hiệp hội không có câu lạc bộ được cấp phép.[8]
2. ^  Cấp phép AFC (AFC2): Hiệp hội đã không gửi quyết định cấp phép.[8]
3. ^  Jordan (JOR): Đội duy nhất của Jordan được cấp giấy phép đang thi đấu tại AFC Champions League 2022.
4. ^  Kuwait (KUW): Kuwait được cấp thêm một vị trí do các vị trí chưa được phân bổ ở khu vực phía Tây (Quy định điều 5.2).
5. ^  Ma Cao (MAC): Vị trí gián tiếp của Macau bị hủy bỏ do Benfica Macau, á quân Liga de Elite, từ chối tham dự AFC Cup (Quy định điều 9.11).
6. ^  Myanmar (MYA): Các đội từ Myanmar ban đầu tham dự AFC Cup, tuy nhiên Shan United và Hantharwady United, đã rút khỏi giải đấu sau lễ bốc thăm.[9]
7. ^  Philippines (PHI): Philippines xếp thứ 6 ở khu vực miền Đông về suất tham dự AFC Champions League, và do đó được phân bổ một suất trực tiếp ở vòng bảng AFC Cup mà không lấy đi bất kỳ suất trực tiếp nào từ các hiệp hội khác.
8. ^  Uzbekistan (UZB): Uzbekistan xếp thứ 6 ở khu vực phía Tây về suất tham dự AFC Champions League, và do đó được phân bổ một suất trực tiếp ở vòng bảng AFC Cup mà không lấy đi bất kỳ suất trực tiếp nào từ các hiệp hội khác.
9. ^  Việt Nam (VIE): Việt Nam chỉ có một suất do Nam Định, đội đứng thứ tư V.League 1 2021 ở thời điểm bị hủy, từ chối tham dự AFC Cup (Quy định điều 9.11).

## Các đội tham dự
| Tây Á                                 | Tây Á                              | Tây Á                          | Tây Á                            |
| ------------------------------------- | ---------------------------------- | ------------------------------ | -------------------------------- |
| Al-Ansar (1st)                        | Jableh (CW)                        | Al-Seeb (1st)[Ghi chú OMA]     | Hilal Al-Quds (3rd)[Ghi chú PLE] |
| Nejmeh (2nd)                          | Al-Riffa (1st, CW)                 | Dhofar (CW)                    | Al-Arabi (1st)                   |
| Tishreen (1st)                        | East Riffa (2nd)                   | Shabab Al-Khalil (1st)         | Al-Kuwait (CW)                   |
| Nam Á                                 |                                    |                                |                                  |
| Gokulam Kerala (1st)                  | Bashundhara Kings (1st, CW)        | Maziya (1st)[Ghi chú MDV]      |                                  |
| Trung Á                               |                                    |                                |                                  |
| Sogdiana Jizzakh (2nd)                | CSKA Pamir Dushanbe (3rd)          | Köpetdag (4th)[Ghi chú TKM2]   | Neftchi (CW)                     |
| Khujand (CW)                          | Altyn Asyr (1st)[Ghi chú TKM1]     | Dordoi Bishkek (1st)           |                                  |
| ASEAN                                 |                                    |                                |                                  |
| Kaya–Iloilo (CW, ACL PR)[Ghi chú PHI] | Kedah Darul Aman (2nd)             | Bali United (1st)[Ghi chú IDN] | Visakha FC (CW)                  |
| Viettel (2nd)[Ghi chú VIE]            | Hougang United (3rd)[Ghi chú SIN]  | PSM Makassar (CW)[Ghi chú IDN] | Young Elephants (3rd)            |
| Kuala Lumpur City (CW)[Ghi chú MAS]   | Tampines Rovers (4th)[Ghi chú SIN] | Phnom Penh Crown (1st)         |                                  |
| Đông Á                                |                                    |                                |                                  |
| Đông Phương (2nd)[Ghi chú HKG]        | Đài Nam City (1st)                 |                                |                                  |

| Tây Á                      | Tây Á              | Tây Á   | Tây Á   |
| Nam Á                      | Nam Á              | Nam Á   | Nam Á   |
| Trung Á                    | Trung Á            | Trung Á | Trung Á |
| ASEAN                      | ASEAN              | ASEAN   | ASEAN   |
| Đông Á                     | Đông Á             | Đông Á  | Đông Á  |
| -------------------------- | ------------------ | ------- | ------- |
| Lee Man (3rd)[Ghi chú HKG] | Athletic 220 (1st) |         |         |

| Tây Á                              | Tây Á                                    | Tây Á | Tây Á |
| Nam Á                              | Nam Á                                    | Nam Á | Nam Á |
| ---------------------------------- | ---------------------------------------- | ----- | ----- |
| ATK Mohun Bagan (2nd)[Ghi chú IND] | Abahani Limited Dhaka (3rd)[Ghi chú BAN] |       |       |
| Trung Á                            |                                          |       |       |
| ASEAN                              |                                          |       |       |
| Đông Á                             |                                          |       |       |

| Tây Á                       | Tây Á                         | Tây Á           | Tây Á      |
| Nam Á                       | Nam Á                         | Nam Á           | Nam Á      |
| --------------------------- | ----------------------------- | --------------- | ---------- |
| Valencia (2nd)[Ghi chú MDV] | Machhindra (1st)[Ghi chú NEP] | Blue Star (1st) | Paro (1st) |
| Trung Á                     |                               |                 |            |
| ASEAN                       |                               |                 |            |
| Đông Á                      |                               |                 |            |

## Lịch thi đấu
Lịch thi đấu như sau.
Vì World Cup 2022 diễn ra tại Qatar từ ngày 21 tháng 11 đến ngày 18 tháng 12 năm 2022, giải đấu bắt đầu vào tháng 4 năm 2022 và kết thúc vào cuối tháng 10 năm 2022 để nhường chỗ cho World Cup.
Ghi chú:
- W: Khu vực Tây Á
- S: Khu vực Nam Á
- C: Khu vực Trung Á
- A: Khu vực ASEAN (Đông Nam Á)
- E: Khu vực Đông Á

| Giai đoạn                | Vòng thi đấu           | Ngày bốc thăm       | Ngày thi đấu                                                                   |
| ------------------------ | ---------------------- | ------------------- | ------------------------------------------------------------------------------ |
| Vòng sơ loại             | Vòng sơ loại thứ nhất  | 17 tháng 1 năm 2022 | 5 tháng 4 năm 2022 (S)                                                         |
| Vòng sơ loại             | Vòng sơ loại thứ hai   | 17 tháng 1 năm 2022 | 12 tháng 4 năm 2022 (S)                                                        |
| Vòng play-off            | Vòng play-off          | 17 tháng 1 năm 2022 | 19 tháng 4 năm 2022 (S, E)                                                     |
| Vòng bảng                | Lượt trận 1            | 17 tháng 1 năm 2022 | 18 tháng 5 năm 2022 (W, S), 24 tháng 6 năm 2022 (C, A, E)                      |
| Vòng bảng                | Lượt trận 2            | 17 tháng 1 năm 2022 | 21 tháng 5 năm 2022 (W, S), 27 tháng 6 năm 2022 (C, A, E)                      |
| Vòng bảng                | Lượt trận thứ 3        | 17 tháng 1 năm 2022 | 24 tháng 5 năm 2022 (W, S), 30 tháng 6 năm 2022 (C, A, E)                      |
| Giai đoạn loại trực tiếp | Bán kết khu vực        | 17 tháng 1 năm 2022 | 9–10 tháng 8 năm 2022 (A), 5–6 tháng 9 năm 2022 (W)                            |
| Giai đoạn loại trực tiếp | Chung kết khu vực      | 14 tháng 7 năm 2022 | 16–17 tháng 8 năm 2022 (C) 23–24 tháng 8 năm 2022 (A), 4 tháng 10 năm 2022 (W) |
| Giai đoạn loại trực tiếp | Bán kết liên khu vực   | 14 tháng 7 năm 2022 | 6–7 tháng 9 năm 2022                                                           |
| Giai đoạn loại trực tiếp | Chung kết liên khu vực | 14 tháng 7 năm 2022 | 5 tháng 10 năm 2022                                                            |
| Giai đoạn loại trực tiếp | Chung kết              | 14 tháng 7 năm 2022 | 22 tháng 10 năm 2022                                                           |

Lịch trình ban đầu của giải đấu, theo kế hoạch trước đại dịch, như sau.
| Giai đoạn                | Vòng thi đấu           | Ngày bốc thăm  | Lượt đi                                                                | Lượt về                                                                |
| ------------------------ | ---------------------- | -------------- | ---------------------------------------------------------------------- | ---------------------------------------------------------------------- |
| Vòng sơ loại             | Vòng sơ loại thứ nhất  | Không bốc thăm | CXĐ                                                                    | CXĐ                                                                    |
| Vòng sơ loại             | Vòng sơ loại thứ hai   | Không bốc thăm | 11–12 tháng 1 năm 2022 (W, A); 15–16 tháng 2 năm 2022 (S, C, E)        | 11–12 tháng 1 năm 2022 (W, A); 15–16 tháng 2 năm 2022 (S, C, E)        |
| Vòng play-off            | Vòng play-off          | Không bốc thăm | 18–19 tháng 1 năm 2022 (W, A); 1–2 tháng 3 năm 2022 (S, C, E)          | 18–19 tháng 1 năm 2022 (W, A); 1–2 tháng 3 năm 2022 (S, C, E)          |
| Vòng bảng                | Lượt trận 1            | CXĐ            | 14–16 tháng 2 năm 2022 (W, A); 15–16 tháng 3 năm 2022 (S, C, E)        | 14–16 tháng 2 năm 2022 (W, A); 15–16 tháng 3 năm 2022 (S, C, E)        |
| Vòng bảng                | Lượt trận 2            | CXĐ            | 28 tháng 2 - 2 tháng 3 năm 2022 (W, A); 5–6 tháng 4 năm 2022 (S, C, E) | 28 tháng 2 - 2 tháng 3 năm 2022 (W, A); 5–6 tháng 4 năm 2022 (S, C, E) |
| Vòng bảng                | Lượt trận thứ 3        | CXĐ            | 14–16 tháng 3 năm 2022 (W, A); 12–13 tháng 4 năm 2022 (S, C, E)        | 14–16 tháng 3 năm 2022 (W, A); 12–13 tháng 4 năm 2022 (S, C, E)        |
| Vòng bảng                | Lượt trận thứ 4        | CXĐ            | 4–6 tháng 4 năm 2022 (W, A); 3–4 tháng 5 năm 2022 (S, C, E)            | 4–6 tháng 4 năm 2022 (W, A); 3–4 tháng 5 năm 2022 (S, C, E)            |
| Vòng bảng                | Lượt trận thứ 5        | CXĐ            | 11–13 tháng 4 năm 2022 (W, A); 17–18 tháng 5 năm 2022 (S, C, E)        | 11–13 tháng 4 năm 2022 (W, A); 17–18 tháng 5 năm 2022 (S, C, E)        |
| Vòng bảng                | Lượt trận thứ 6        | CXĐ            | 3–4 tháng 5 năm 2022 (W, A); 24–25 tháng 5 năm 2022 (S, C, E)          | 3–4 tháng 5 năm 2022 (W, A); 24–25 tháng 5 năm 2022 (S, C, E)          |
| Giai đoạn loại trực tiếp | Bán kết khu vực        | CXĐ            | 16–17 tháng 5 năm 2022 (W)                                             | 23–24 tháng 5 năm 2022 (W)                                             |
| Giai đoạn loại trực tiếp | Bán kết khu vực        | CXĐ            | 24–25 tháng 5 năm 2022 (A)                                             |                                                                        |
| Giai đoạn loại trực tiếp | Vòng chung kết khu vực | CXĐ            | 6 tháng 9 năm 2022 (W) CXĐ (S, C, E nếu hai bảng)                      | 13 tháng 9 năm 2021 (W) CXĐ (S, C, E nếu hai bảng)                     |
| Giai đoạn loại trực tiếp | Vòng chung kết khu vực | CXĐ            | 2–3 tháng 8 năm 2022 (A)                                               |                                                                        |
| Giai đoạn loại trực tiếp | Bán kết liên khu vực   | CXĐ            | 16–17 tháng 8 năm 2022                                                 | 23–24 tháng 8 năm 2022                                                 |
| Giai đoạn loại trực tiếp | Chung kết liên khu vực | CXĐ            | 7 tháng 9 năm 2022                                                     | 14 tháng 9 năm 2022                                                    |
| Giai đoạn loại trực tiếp | Chung kết              | CXĐ            | 15 tháng 10 năm 2022                                                   | 15 tháng 10 năm 2022                                                   |

## Vòng loại
Trong các trận play-off vòng loại, mỗi trận đấu sẽ diễn ra một lượt trận duy nhất. Hiệp phụ và loạt sút luân lưu sẽ được dùng để phân định thắng thua nếu cần.Vòng play-off cho mỗi khu vực được xác định dựa trên bảng xếp hạng hiệp hội của mỗi đội, với đội từ hiệp hội có thứ hạng cao hơn sẽ đăng cai trận đấu. Ba đội thắng ở vòng play-off sẽ tiến vào vòng bảng để cùng 36 suất vào thẳng.

### Vòng sơ loại 1
| Đội 1         | Tỉ số         | Đội 2         |
| Khu vực Nam Á | Khu vực Nam Á | Khu vực Nam Á |
| ------------- | ------------- | ------------- |
| Machhindra    | 1–2           | Blue Star     |
| Valencia      | 2–1 (s.h.p.)  | Paro          |

### Vòng sơ loại 2
| Đội 1                 | Tỉ số         | Đội 2         |
| Khu vực Nam Á         | Khu vực Nam Á | Khu vực Nam Á |
| --------------------- | ------------- | ------------- |
| ATK Mohun Bagan       | 5–0           | Blue Star     |
| Abahani Limited Dhaka | Huỷ bỏ        | Valencia      |

### Vòng play-off
| Đội 1              | Tỉ số         | Đội 2                 |
| Khu vực Nam Á      | Khu vực Nam Á | Khu vực Nam Á         |
| ------------------ | ------------- | --------------------- |
| ATK Mohun Bagan    | 3–1           | Abahani Limited Dhaka |
| Khu vực Đông Nam Á |               |                       |
| Visakha            | Hủy bỏ        | Young Elephants       |
| Khu vực Đông Á     |               |                       |
| Lee Man            | 2–1           | Athletic 220          |

## Vòng bảng
Lễ bốc thăm vòng bảng sẽ được tổ chức vào ngày 17 tháng 1 năm 2022, 16:00 MYT (UTC+8), tại AFC House ở Kuala Lumpur, Malaysia. 39 đội sẽ được bốc thăm chia thành 8 bảng 4 đội và 2 bảng 3 đội (ở Khu vực Đông Nam Á và Khu vực Trung Á): 3 bảng mỗi đội ở Khu vực Tây Á (Bảng A – C) và Khu vực Đông Nam Á (Bảng G – I), 2 bảng ở Khu vực Trung Á (Bảng E – F), và mỗi nhóm ở Khu vực Nam Á (Bảng D) và Khu vực Đông Á (Bảng J). Đối với mỗi khu vực, các đội được gieo vào bốn bình và bốc thăm vào các vị trí có liên quan trong mỗi nhóm, dựa trên xếp hạng liên kết của họ và việc gieo hạt trong hiệp hội của họ, có xem xét đến sự cân bằng kỹ thuật giữa các nhóm. Các đội từ cùng một hiệp hội trong các khu vực có nhiều hơn một nhóm (Khu vực Tây Á, Khu vực Trung Á và Khu vực ASEAN) không thể được đưa vào cùng một nhóm.
Ở vòng bảng, mỗi bảng sẽ thi đấu vòng tròn một lượt tại các địa điểm tập trung. Các đội sau đây tiến vào vòng đấu loại trực tiếp:
- Đội nhất mỗi bảng và đội xếp thứ hai có thành tích tốt nhất trong Khu vực Tây Á và Khu vực Đông Nam Á sẽ tiến vào vòng bán kết khu vực.
- Đội nhất của mỗi bảng trong Khu vực Trung Á sẽ tiến vào vòng chung kết khu vực.
- Đội nhất của mỗi bảng ở Khu vực Nam Á và Khu vực Đông Á sẽ tiến vào vòng bán kết liên khu vực.

### Các tiêu chí
| Các tiêu chí |
| --- |
| Các đội được xếp theo điểm (thắng 3 điểm, hòa 1 điểm, thua 0 điểm). Nếu hòa bằng điểm, tiêu chí sẽ được áp dụng theo thứ tự sau (Quy định Điều 8.3): 1. Điểm trong các trận đối đầu giữa các đội hòa nhau; 2. Hiệu số bàn thắng thua trong các trận đối đầu giữa các đội hòa; 3. Bàn thắng ghi được trong các trận đối đầu giữa các đội hòa nhau; 4. Bàn thắng trên sân khách ghi được trong các trận đối đầu giữa các đội hòa (Không áp dụng vì các trận đấu sẽ được diễn ra ở các địa điểm tập trung); 5. Nếu có nhiều hơn hai đội hòa và sau khi áp dụng tất cả các tiêu chí đối đầu ở trên, một nhóm nhỏ các đội vẫn hòa, tất cả các tiêu chí đối đầu ở trên sẽ được áp dụng lại riêng cho nhóm phụ này; 6. Hiệu số bàn thắng thua trong tất cả các trận đấu vòng bảng; 7. Bàn thắng được ghi trong tất cả các trận đấu vòng bảng; 8. Sút luân lưu nếu chỉ có hai đội chơi với nhau ở lượt đấu cuối cùng của bảng đấu hòa nhau; 9. Điểm kỷ luật (thẻ vàng = 1 điểm, thẻ đỏ do hai thẻ vàng = 3 điểm, thẻ đỏ trực tiếp = 3 điểm, thẻ vàng tiếp theo là thẻ đỏ trực tiếp = 4 điểm); 10. Xếp hạng liên khu vực; 11. Bốc thăm. |

### Bảng A
| VT | Đội         | ST | T | H | B | BT | BB | HS | Đ | Giành quyền tham dự |     | SEB | KSC | JAB | ANS |
| -- | ----------- | -- | - | - | - | -- | -- | -- | - | ------------------- | --- | --- | --- | --- | --- |
| 1  | Al-Seeb (H) | 3  | 2 | 0 | 1 | 6  | 2  | +4 | 6 | Bán kết khu vực     |     | —   | —   | 1–0 | —   |
| 2  | Al-Kuwait   | 3  | 1 | 2 | 0 | 3  | 2  | +1 | 5 |                     |     | 2–1 | —   | —   | —   |
| 3  | Jableh      | 3  | 1 | 1 | 1 | 1  | 1  | 0  | 4 |                     | —   | 0–0 | —   | 1–0 |     |
| 4  | Al-Ansar    | 3  | 0 | 1 | 2 | 1  | 6  | −5 | 1 |                     | 0–4 | 1–1 | —   | —   |     |

### Bảng B
| VT | Đội              | ST | T | H | B | BT | BB | HS | Đ | Giành quyền tham dự |   | ARA | RIF | DHO | SAK |
| -- | ---------------- | -- | - | - | - | -- | -- | -- | - | ------------------- | - | --- | --- | --- | --- |
| 1  | Al-Arabi (H)     | 3  | 2 | 1 | 0 | 5  | 3  | +2 | 7 | Bán kết khu vực     |   | —   | —   | —   | 1–0 |
| 2  | Al-Riffa         | 3  | 2 | 0 | 1 | 8  | 6  | +2 | 6 | Bán kết khu vực     |   | 2–3 | —   | —   | 3–1 |
| 3  | Dhofar           | 3  | 1 | 1 | 1 | 6  | 4  | +2 | 4 |                     |   | 1–1 | 2–3 | —   | —   |
| 4  | Shabab Al-Khalil | 3  | 0 | 0 | 3 | 1  | 7  | −6 | 0 |                     | — | —   | 0–3 | —   |     |

### Bảng C
| VT | Đội            | ST | T | H | B | BT | BB | HS | Đ | Giành quyền tham dự |     | EAR | TIS | NEJ | HAQ |
| -- | -------------- | -- | - | - | - | -- | -- | -- | - | ------------------- | --- | --- | --- | --- | --- |
| 1  | East Riffa (H) | 3  | 1 | 2 | 0 | 5  | 3  | +2 | 5 | Bán kết khu vực     |     | —   | 2–0 | —   | 2–2 |
| 2  | Tishreen       | 3  | 1 | 1 | 1 | 3  | 3  | 0  | 4 |                     |     | —   | —   | 3–1 | 0–0 |
| 3  | Nejmeh         | 3  | 1 | 1 | 1 | 4  | 4  | 0  | 4 |                     | 1–1 | —   | —   | —   |     |
| 4  | Hilal Al-Quds  | 3  | 0 | 2 | 1 | 2  | 4  | −2 | 2 |                     | —   | —   | 0–2 | —   |     |

1. 1 2  Kết quả đối đầu: Tishreen 3–1 Nejmeh.

### Bảng D
| VT | Đội                 | ST | T | H | B | BT | BB | HS | Đ | Giành quyền tham dự           |     | AMB | BSK | GOK | MAZ |
| -- | ------------------- | -- | - | - | - | -- | -- | -- | - | ----------------------------- | --- | --- | --- | --- | --- |
| 1  | ATK Mohun Bagan (H) | 3  | 2 | 0 | 1 | 11 | 6  | +5 | 6 | Play-off bán kết liên khu vực |     | —   | 4–0 | —   | —   |
| 2  | Bashundhara Kings   | 3  | 2 | 0 | 1 | 3  | 5  | −2 | 6 |                               |     | —   | —   | —   | 1–0 |
| 3  | Gokulam Kerala      | 3  | 1 | 0 | 2 | 5  | 5  | 0  | 3 |                               | 4–2 | 1–2 | —   | —   |     |
| 4  | Maziya              | 3  | 1 | 0 | 2 | 3  | 6  | −3 | 3 |                               | 2–5 | —   | 1–0 | —   |     |

1. 1 2  Kết quả đối đầu: ATK Mohun Bagan 4–0 Bashundhara Kings.
2. 1 2  Kết quả đối đầu: Maziya 1–0 Gokulam Kerala.

### Bảng E
| VT | Đội                     | ST | T | H | B | BT | BB | HS | Đ | Giành quyền tham dự |     | SOG | ALT | CPD | NEF |
| -- | ----------------------- | -- | - | - | - | -- | -- | -- | - | ------------------- | --- | --- | --- | --- | --- |
| 1  | Sogdiana Jizzakh        | 3  | 3 | 0 | 0 | 8  | 4  | +4 | 9 | Chung kết khu vực   |     | —   | 3–1 | —   | 2–0 |
| 2  | Altyn Asyr              | 3  | 1 | 1 | 1 | 3  | 4  | −1 | 4 |                     |     | —   | —   | 1–1 | —   |
| 3  | CSKA Pamir Dushanbe (H) | 3  | 0 | 2 | 1 | 3  | 4  | −1 | 2 |                     | 2–3 | —   | —   | 0–0 |     |
| 4  | Neftchi                 | 3  | 0 | 1 | 2 | 0  | 3  | −3 | 1 |                     | —   | 0–1 | —   | —   |     |

### Bảng F
| VT | Đội        | ST | T | H | B | BT | BB | HS | Đ | Giành quyền tham dự |   | KHU | KPD | DOR |
| -- | ---------- | -- | - | - | - | -- | -- | -- | - | ------------------- | - | --- | --- | --- |
| 1  | Khujand    | 2  | 1 | 1 | 0 | 3  | 1  | +2 | 4 | Chung kết khu vực   |   | —   | —   | 0–0 |
| 2  | Köpetdag   | 2  | 1 | 0 | 1 | 2  | 3  | −1 | 3 |                     |   | 1–3 | —   | —   |
| 3  | Dordoi (H) | 2  | 0 | 1 | 1 | 0  | 1  | −1 | 1 |                     | — | 0–1 | —   |     |

### Bảng G
| VT | Đội              | ST | T | H | B | BT | BB | HS | Đ | Giành quyền tham dự |     | KED | VIS | BAL | KAY |
| -- | ---------------- | -- | - | - | - | -- | -- | -- | - | ------------------- | --- | --- | --- | --- | --- |
| 1  | Kedah Darul Aman | 3  | 2 | 0 | 1 | 9  | 4  | +5 | 6 | Bán kết khu vực     |     | —   | 5–1 | —   | 4–1 |
| 2  | Visakha FC       | 3  | 2 | 0 | 1 | 8  | 8  | 0  | 6 |                     |     | —   | —   | 5–2 | —   |
| 3  | Bali United (H)  | 3  | 2 | 0 | 1 | 5  | 5  | 0  | 6 |                     | 2–0 | —   | —   | —   |     |
| 4  | Kaya F.C.–Iloilo | 3  | 0 | 0 | 3 | 2  | 7  | −5 | 0 |                     | —   | 1–2 | 0–1 | —   |     |

1. 1 2 3  Thành tích đối đầu:
  - Dựa vào điểm đối đầu.
  - Hiệu số bàn thắng-thua đối đầu: Kedah Darul Aman: +2, Visakha FC: –1, Bali United: –1.
  - Bàn thắng ghi được trong các trận đấu đối đầu: Visakha FC 6, Bali United 4.

### Bảng H
| VT | Đội                   | ST | T | H | B | BT | BB | HS | Đ | Giành quyền tham dự |  | PSM | KLC | TAM |
| -- | --------------------- | -- | - | - | - | -- | -- | -- | - | ------------------- |  | --- | --- | --- |
| 1  | PSM Makassar          | 2  | 1 | 1 | 0 | 3  | 1  | +2 | 4 | Bán kết khu vực     |  | —   | 0–0 | —   |
| 2  | Kuala Lumpur City (H) | 2  | 1 | 1 | 0 | 2  | 1  | +1 | 4 | Bán kết khu vực     |  | —   | —   | 2–1 |
| 3  | Tampines Rovers       | 2  | 0 | 0 | 2 | 2  | 5  | −3 | 0 |                     |  | 1–3 | —   | —   |

### Bảng I
| VT | Đội              | ST | T | H | B | BT | BB | HS | Đ | Giành quyền tham dự |     | VIE | HOU | PPC | YEL |
| -- | ---------------- | -- | - | - | - | -- | -- | -- | - | ------------------- | --- | --- | --- | --- | --- |
| 1  | Viettel (H)      | 3  | 3 | 0 | 0 | 11 | 3  | +8 | 9 | Bán kết khu vực     |     | —   | 5–2 | —   | 5–1 |
| 2  | Hougang United   | 3  | 2 | 0 | 1 | 9  | 9  | 0  | 6 |                     |     | —   | —   | 4–3 | —   |
| 3  | Phnom Penh Crown | 3  | 1 | 0 | 2 | 7  | 7  | 0  | 3 |                     | 0–1 | —   | —   | 4–2 |     |
| 4  | Young Elephants  | 3  | 0 | 0 | 3 | 4  | 12 | −8 | 0 |                     | —   | 1–3 | —   | —   |     |

### Bảng J
| VT | Đội          | ST | T | H | B | BT | BB | HS | Đ | Giành quyền tham dự           |   | EAS | LEE | TNC | CPK |
| -- | ------------ | -- | - | - | - | -- | -- | -- | - | ----------------------------- | - | --- | --- | --- | --- |
| 1  | Đông Phương  | 2  | 2 | 0 | 0 | 6  | 2  | +4 | 6 | Play-off bán kết liên khu vực |   | —   | —   | 3–1 | Hủy |
| 2  | Lee Man      | 2  | 1 | 0 | 1 | 4  | 4  | 0  | 3 |                               |   | 1–3 | —   | —   | Hủy |
| 3  | Đài Nam City | 2  | 0 | 0 | 2 | 2  | 6  | −4 | 0 |                               | — | 1–3 | —   | —   |     |
| 4  | MUST CPK     | 0  | 0 | 0 | 0 | 0  | 0  | 0  | 0 | Rút lui                       |   | —   | —   | Hủy | —   |

### Xếp hạng các đội xếp thứ hai

#### Tây Á
| VT | Bg | Đội       | ST | T | H | B | BT | BB | HS | Đ | Giành quyền tham dự |
| -- | -- | --------- | -- | - | - | - | -- | -- | -- | - | ------------------- |
| 1  | B  | Al-Riffa  | 3  | 2 | 0 | 1 | 8  | 6  | +2 | 6 | Bán kết khu vực     |
| 2  | A  | Al-Kuwait | 3  | 1 | 2 | 0 | 3  | 2  | +1 | 5 |                     |
| 3  | C  | Tishreen  | 3  | 1 | 1 | 1 | 3  | 3  | 0  | 4 |                     |

#### Đông Nam Á
Do bảng H chỉ có ba đội nên kết quả đối đầu với các đội đứng thứ tư ở bảng G và I không được xét vào thứ hạng này.

| VT | Bg | Đội                   | ST | T | H | B | BT | BB | HS | Đ | Giành quyền tham dự |
| -- | -- | --------------------- | -- | - | - | - | -- | -- | -- | - | ------------------- |
| 1  | H  | Kuala Lumpur City (H) | 2  | 1 | 1 | 0 | 2  | 1  | +1 | 4 | Bán kết khu vực     |
| 2  | G  | Visakha FC            | 2  | 1 | 0 | 1 | 6  | 7  | −1 | 3 |                     |
| 3  | I  | Hougang United        | 2  | 1 | 0 | 1 | 6  | 8  | −2 | 3 |                     |

## Vòng đấu loại trực tiếp
Ở vòng đấu loại trực tiếp, 12 đội sẽ thi đấu loại trực tiếp. Mỗi cặp đấu sẽ diễn ra một trận duy nhất. Hiệp phụ và loạt sút luân lưu sẽ được sử dụng để quyết định đội thắng cuộc nếu cần thiết (Điều 9.3 và 10.1).

### Sơ đồ
|  | Chung kết khu vực Trung Á (Đội thắng sẽ tiến vào bán kết liên khu vực) |   |  |
|  |                                                                        |   |  |
|  | Khujand                                                                | 0 |  |
|  | Khujand                                                                | 0 |  |
|  | Sogdiana Jizzakh                                                       | 4 |  |

|  | Bán kết khu vực ASEAN | Bán kết khu vực ASEAN |              |                   | Chung kết khu vực ASEAN (Đội thắng sẽ tiến vào bán kết liên khu vực) | Chung kết khu vực ASEAN (Đội thắng sẽ tiến vào bán kết liên khu vực) |  |
|  |                       |                       |              |                   |                                                                      |                                                                      |  |
|  | Viettel               | 0 (5)                 |              |                   |                                                                      |                                                                      |  |
|  | Viettel               | 0 (5)                 |              |                   |                                                                      |                                                                      |  |
|  | Kuala Lumpur City     | 0 (6)                 |              |                   |                                                                      |                                                                      |  |
|  | Kuala Lumpur City     | 0 (6)                 |              | Kuala Lumpur City | 5                                                                    |                                                                      |  |
|  |                       |                       |              | Kuala Lumpur City | 5                                                                    |                                                                      |  |
|  |                       |                       | PSM Makassar | 2                 |                                                                      |                                                                      |  |
|  | PSM Makassar          | 2                     | PSM Makassar | 2                 |                                                                      |                                                                      |  |
|  | PSM Makassar          | 2                     |              |                   |                                                                      |                                                                      |  |
|  | Kedah Darul Aman      | 1                     |              |                   |                                                                      |                                                                      |  |

|  | Bán kết liên khu vực  | Bán kết liên khu vực  |       |                  | Chung kết liên khu vực  | Chung kết liên khu vực  |   |  | Chung kết         | Chung kết |
|  |                       |                       |       |                  |                         |                         |   |  |                   |           |
|  | Sogdiana Jizzakh      | 1                     |       |                  |                         |                         |   |  |                   |           |
|  | Đông Phương           | 0                     |       |                  |                         |                         |   |  |                   |           |
|  | Đông Phương           | 0                     |       | Sogdiana Jizzakh | 0 (3)                   |                         |   |  |                   |           |
|  |                       |                       |       | Sogdiana Jizzakh | 0 (3)                   |                         |   |  |                   |           |
|  |                       | Kuala Lumpur City     | 0 (5) |                  |                         |                         |   |  |                   |           |
|  | ATK Mohun Bagan       | Kuala Lumpur City     | 0 (5) | 1                |                         |                         |   |  |                   |           |
|  | ATK Mohun Bagan       |                       |       | 1                |                         |                         |   |  |                   |           |
|  | Kuala Lumpur City     | 3                     |       |                  |                         |                         |   |  |                   |           |
|  |                       |                       |       |                  |                         |                         |   |  | Kuala Lumpur City | 0         |
|  | Bán kết khu vực Tây Á | Bán kết khu vực Tây Á |       |                  | Chung kết khu vực Tây Á | Chung kết khu vực Tây Á |   |  | Kuala Lumpur City | 0         |
|  | Bán kết khu vực Tây Á | Bán kết khu vực Tây Á |       | Al-Seeb          | Chung kết khu vực Tây Á | Chung kết khu vực Tây Á | 3 |  |                   |           |
|  |                       |                       |       | Al-Seeb          |                         |                         | 3 |  |                   |           |
|  | Al-Arabi              | 1                     |       |                  |                         |                         |   |  |                   |           |
|  | Al-Seeb               | 2                     |       |                  |                         |                         |   |  |                   |           |
|  | Al-Seeb               | 2                     |       | Al-Seeb          | 4                       |                         |   |  |                   |           |
|  |                       |                       |       | Al-Seeb          | 4                       |                         |   |  |                   |           |
|  |                       | Al-Riffa              | 0     |                  |                         |                         |   |  |                   |           |
|  | East Riffa            | Al-Riffa              | 0     | 1 (4)            |                         |                         |   |  |                   |           |
|  | East Riffa            |                       |       | 1 (4)            |                         |                         |   |  |                   |           |
|  | Al-Riffa              | 1 (5)                 |       |                  |                         |                         |   |  |                   |           |

### Bán kết khu vực
Vòng bán kết khu vực sẽ diễn ra một trận duy nhất, với đội chủ nhà được xác định theo các bảng sau dựa trên vòng loại của đội nhì bảng. Nếu một đội nhất bảng đấu với một đội nhì bảng, thì đội nhất bảng sẽ tổ chức trận đấu. Nếu hai đội nhất bảng đấu với nhau, đội nhất bảng (có đội nhì bảng giành quyền tham dự) sẽ tổ chức trận đấu.
Khu vực Tây Á
| Đội 1      | Tỉ số                | Đội 2    |
| ---------- | -------------------- | -------- |
| Al-Arabi   | 1–2 (s.h.p.)         | Al-Seeb  |
| East Riffa | 1–1 (s.h.p.) (4–5 p) | Al-Riffa |

Khu vực Đông Nam Á
| Đội 1        | Tỉ số                | Đội 2             |
| ------------ | -------------------- | ----------------- |
| PSM Makassar | 2–1                  | Kedah Darul Aman  |
| Viettel      | 0–0 (s.h.p.) (5–6 p) | Kuala Lumpur City |

#### Khu vựcTây Á
| Al-Arabi     | 1–2 (s.h.p.) | Al-Seeb                            |
| ------------ | ------------ | ---------------------------------- |
| - Eduwo 112' | Chi tiết     | - Al-Ghassani 95' - Al-Yahyaei 99' |

| East Riffa                                                          | 1–1 (s.h.p.) | Al-Riffa                                                         |
| ------------------------------------------------------------------- | ------------ | ---------------------------------------------------------------- |
| - Shallal 117'                                                      | Chi tiết     | - Haram 114'                                                     |
| Loạt sút luân lưu                                                   |              |                                                                  |
| - Bodahoom - Al-Shaikh - Shallal - Khelaif - Al-Husaini - Abdulnabi | 4–5          | - Haram - Al-Romaihi - Marhoon - Al-Malki - Al-Aswad - Derrardja |

#### Khu vựcĐông Nam Á
| PSM Makassar             | 2–1      | Kedah Darul Aman |
| ------------------------ | -------- | ---------------- |
| - Sayuri 31' - Yuran 54' | Chi tiết | - Zulkifli 86'   |

| Viettel | 0–0 (s.h.p.) | Kuala Lumpur City                                                 |
| --- | ------------ | ----------------------------------------------------------------- |
| | Chi tiết     |                                                                   |
| Loạt sút luân lưu |              |                                                                   |
| - Nguyễn Hoàng Đức - Hồ Khắc Ngọc - Nhâm Mạnh Dũng - Trần Danh Trung - Phan Tuấn Tài - Dương Văn Hào - Bùi Duy Thường | 5–6          | - Josué - Zakaria - Hadin - Romel - Gallifuoco - Zhafri - Mahinan |

### Chung kết khu vực
Các trận chung kết khu vực sẽ diễn ra một trận duy nhất, với đội chủ nhà được quyết định bằng bốc thăm. Đội chiến thắng trong trận chung kết Khu vực Tây Á tiến vào trận chung kết tổng, trong khi đội chiến thắng trong trận chung kết Khu vực Trung Á và trận chung kết Khu vực ASEAN tiến vào bán kết liên khu vực.
Khu vực Tây Á
| Đội 1   | Tỉ số | Đội 2    |
| ------- | ----- | -------- |
| Al-Seeb | 4–0   | Al-Riffa |

Khu vực Trung Á
| Đội 1   | Tỉ số | Đội 2            |
| ------- | ----- | ---------------- |
| Khujand | 0–4   | Sogdiana Jizzakh |

Khu vực Đông Nam Á
| Đội 1             | Tỉ số | Đội 2        |
| ----------------- | ----- | ------------ |
| Kuala Lumpur City | 5–2   | PSM Makassar |

#### Khu vựcTây Á
| Al-Seeb                                                         | 4–0      | Al-Riffa |
| --------------------------------------------------------------- | -------- | -------- |
| - Al-Muqbali 47' - Al-Siyabi 62' - Al-Yahyaei 79' - Dauda 90+2' | Chi tiết |          |

#### Khu vựcTrung Á
| Khujand | 0–4      | Sogdiana Jizzakh                                    |
| ------- | -------- | --------------------------------------------------- |
|         | Chi tiết | - Hasanov 13', 21' - Norkhonov 29' - Kahramonov 78' |

#### Khu vựcĐông Nam Á
| Kuala Lumpur City                                                           | 5–2      | PSM Makassar              |
| --------------------------------------------------------------------------- | -------- | ------------------------- |
| - Morales 33' - Mintah 45+2' - Josué 52' (ph.đ.), 84' - Hadin 90+4' (ph.đ.) | Chi tiết | - Yakob 58' - Tanjung 63' |

### Bán kết liên khu vực
Tại vòng bán kết liên khu vực, bốn đội thắng khu vực khác với khu vực Tây Á thi đấu theo hai hiệp, tức là đội thắng Khu vực Nam Á (Bảng D), đội thắng Khu vực Đông Á (Bảng J), đội chiến thắng trong trận chung kết Khu vực Trung Á và đội thắng trong trận chung kết Khu vực ASEAN, với các trận đấu và đội chủ nhà được quyết định bằng bốc thăm, không có bất kỳ hạt giống nào.
| Đội 1            | Tỉ số | Đội 2             |
| ---------------- | ----- | ----------------- |
| Sogdiana Jizzakh | 1–0   | Đông Phương       |
| ATK Mohun Bagan  | 1–3   | Kuala Lumpur City |

#### Trận đấu
| Sogdiana Jizzakh | 1–0      | Đông Phương |
| ---------------- | -------- | ----------- |
| - Norkhonov 85'  | Chi tiết |             |

| ATK Mohun Bagan | 1–3      | Kuala Lumpur City                          |
| --------------- | -------- | ------------------------------------------ |
| - Molla 90'     | Chi tiết | - Josué 60' - Fakrul 90+2' - Morales 90+5' |

### Chung kết liên khu vực
Ở trận chung kết liên khu vực, hai đội thắng trận bán kết liên khu vực đấu với nhau, đội chủ nhà được xác định bằng lễ bốc thăm bán kết liên khu vực. Đội thắng trận chung kết liên khu vực tiến vào trận chung kết.
| Đội 1            | Tỉ số                | Đội 2        |
| ---------------- | -------------------- | ------------ |
| Sogdiana Jizzakh | 0–0 (s.h.p.) (3–5 p) | Kuala Lumpur |

#### Trận đấu
| Sogdiana Jizzakh                              | 0–0 (s.h.p.) | Kuala Lumpur City                              |
| --------------------------------------------- | ------------ | ---------------------------------------------- |
|                                               | Chi tiết     |                                                |
| Loạt sút luân lưu                             |              |                                                |
| - Kakhramonov - Jurabekov - Čermelj - Gafurov | 3–5          | - Josué - Morales - Hadin - Akram - Gallifuoco |

### Chung kết tổng
Trận chung kết tổng sẽ diễn ra theo một lượt, giữa đội thắng trong trận chung kết Tây Á và đội thắng trong trận chung kết liên khu vực. Đội thắng vòng này tự động lên chơi ở AFC Champions League 2023–24 khi kết thúc mùa giải quốc nội.
| Kuala Lumpur City | 0–3      | Al-Seeb                                             |
| ----------------- | -------- | --------------------------------------------------- |
|                   | Chi tiết | - Al-Busaidi 22' - Al-Muqbali 37' - Al-Ghassani 69' |

## Cầu thủ ghi bàn
| Hạng | Cầu thủ               | Câu lạc bộ        | L1 | L2 | L3 | BKKV | CKKV | BKLKV | CKLKV | CK | Tổng cộng |
| ---- | --------------------- | ----------------- | -- | -- | -- | ---- | ---- | ----- | ----- | -- | --------- |
| 1    | Pedro Paulo           | Viettel           | 3  |    | 2  |      |      |       |       |    | 5         |
| 1    | Jasur Hasanov         | Sogdiana Jizzakh  |    | 1  | 2  |      | 2    |       |       |    | 5         |
| 1    | Paulo Josué           | Kuala Lumpur City |    |    | 2  |      | 2    | 1     |       |    | 5         |
| 2    | Mahmoud Al-Mardi      | Kedah Darul Aman  |    | 1  | 3  |      |      |       |       |    | 4         |
| 2    | Shokhruz Norkhonov    | Sogdiana Jizzakh  |    | 2  |    |      | 1    | 1     |       |    | 4         |
| 2    | Pedro Bortoluzo       | Hougang United    | 1  | 1  | 2  |      |      |       |       |    | 4         |
| 2    | Liston Colaco         | ATK Mohun Bagan   | 1  | 3  |    |      |      |       |       |    | 4         |
| 2    | Fayadh Zulkifli       | Kedah Darul Aman  |    | 2  | 1  | 1    |      |       |       |    | 4         |
| 3    | Kamil Al-Aswad        | Al-Riffa          |    | 2  | 1  |      |      |       |       |    | 3         |
| 3    | Víctor Bertomeu       | Đông Phương       | 2  |    | 1  |      |      |       |       |    | 3         |
| 3    | Bounphachan Bounkong  | Young Elephants   | 1  | 1  | 1  |      |      |       |       |    | 3         |
| 3    | Ablaye Mbengue        | Al-Arabi          | 1  | 1  | 1  |      |      |       |       |    | 3         |
| 4    | Khalid Al-Braiki      | Al-Seeb           |    |    | 2  |      |      |       |       |    | 2         |
| 4    | Eid Al-Farsi          | Al-Seeb           | 1  |    | 1  |      |      |       |       |    | 2         |
| 4    | Everton               | PSM Makassar      |    | 2  |    |      |      |       |       |    | 2         |
| 4    | Hashim Sayed Isa      | Al-Riffa          |    | 1  | 1  |      |      |       |       |    | 2         |
| 4    | Joni Kauko            | ATK Mohun Bagan   |    |    | 2  |      |      |       |       |    | 2         |
| 4    | Geovane Magno         | Viettel           |    |    | 2  |      |      |       |       |    | 2         |
| 4    | Ronald Ngah           | Kedah Darul Aman  |    | 1  | 1  |      |      |       |       |    | 2         |
| 4    | Nguyễn Đức Hoàng Minh | Viettel           | 1  |    | 1  |      |      |       |       |    | 2         |
| 4    | Daler Yodgorov        | Khujand           | 2  |    |    |      |      |       |       |    | 2         |